# Olle Sievers
Hjalmar Richard Olof (Olle) Sievers, född 27 april 1899 i Helsingfors, död 6 september 1982 i Härlanda, Göteborg, var en finländsk bakteriolog verksam i Sverige bland annat vid läkemedelsföretaget Ferrosan och Sahlgrenska sjukhuset. Han var son till arkiatern Richard Sievers och far till Jan Sievers.
Efter kandidatexamen i medicin 1928 blev Sievers medicine och kirurgie doktor 1931 och docent i serologi 1932. Efter tjänster i Helsingfors 1938–1944 (bland annat som chef för den finska försvarsmaktens bakteriologiska centrallaboratorium) tjänstgjorde Sievers i Göteborg, 1950–1964 som chef och överläkare för stadens bakteriologiska laboratorium. Åren 1950–1964 ledde Sievers Sveriges BCG-laboratorium. Sievers hade ett flertal uppdrag för WHO i bland annat Fjärran östern, Latinamerika och Främre Orienten.
Sievers utvecklade tillsammans med Jørgen Lehmann och Gylfe Vallentin läkemedlet paraaminosalicylsyra (PAS), som från 1946 spelade en viktig roll i behandlingen av tuberkulos.
Olle Sievers är gravsatt i minneslunden på Kvibergs kyrkogård i Göteborg.